# Станци
Станци (на македонска литературна норма: Станци) е село в Северна Македония, в община Крива паланка.

## География
Селото е разположено в областта Дурачка река в северното подножие на планината Осогово по течението на Станечката река, приток на Дурачката река на 6 километра южно от общинския център Крива паланка.

## История
В края на XIX век Станци е българско село в Кривопаланска каза на Османската империя. Според статистиката на Васил Кънчов („Македония. Етнография и статистика“) от 1900 година Станци е населявано от 350 жители българи християни.
Цялото християнско население на селото е под върховенството на Българската екзархия. По данни на секретаря на екзархията Димитър Мишев („La Macédoine et sa Population Chrétienne“) в 1905 година в Станци има 504 българи екзархисти.
При избухването на Балканската война в 1912 година 5 души от селото са доброволци в Македоно-одринското опълчение.
По време на Първата световна война Станци е включено в Дурачкоречка община и има 409 жители.
Според преброяването от 2002 година селото има 203 жители, всички северномакедонци.

## Личности
Родени в Станци
- Димитър Яков, македоно-одрински опълченец, 30-годишен, 3 рота на 7 кумановска дружина, убит в боя при Радкова скала на 20 юни 1913 година[6]
- Дончо Давитков, български революционер, четник на Серафим Спасов в 1914 година[7]
- Иван Пешов, български революционер, четник на Трайко Павлов в 1914 година[8]
- Иванчо Георгиев, български революционер от ВМОРО, четник на Петко Стефанов в 1914 година[9] и в 1915 година[10]
- Йордан Стоянов, български революционер, куриер на Серафим Спасов в 1914 година,[7] с писмо до Тодор Александров от 29 декември 1923 година Иван Бърльо предлага да бъде награден със значка на ВМРО „за добросъвестно изпълнение рискованата служба пограничен куриер на Паланечката революционна околия“[11]
- Коле Тонев, български революционер от ВМОРО, четник на Петко Стефанов в 1914 година[9] и в 1915 година[10]
- Коце Димитров, български революционер, четник на Трайко Павлов в 1914 година[8]
- Серафим Спасов, български революционер
- Станойко Петрев (Петров), български революционер от ВМОРО, четник на Петко Стефанов в 1914 година[9] и в 1915 година[10]
- Стоимен Кръстев, български революционер от ВМОРО, четник на Петко Стефанов в 1914 година[9]
- Христо К. Стоянов, кметски наместник в периода на българското управление 1941-1944 година[12]